# Pouldergat
Pouldergat (bret. Pouldregad) – miejscowość i gmina we Francji, w regionie Bretania, w departamencie Finistère.
Według danych na rok 1990 gminę zamieszkiwało 1311 osób, a gęstość zaludnienia wynosiła 54 osoby/km² (wśród 1269 gmin Bretanii Pouldergat plasuje się na 473. miejscu pod względem liczby ludności, natomiast pod względem powierzchni na miejscu 395.).